# Karl Kübel

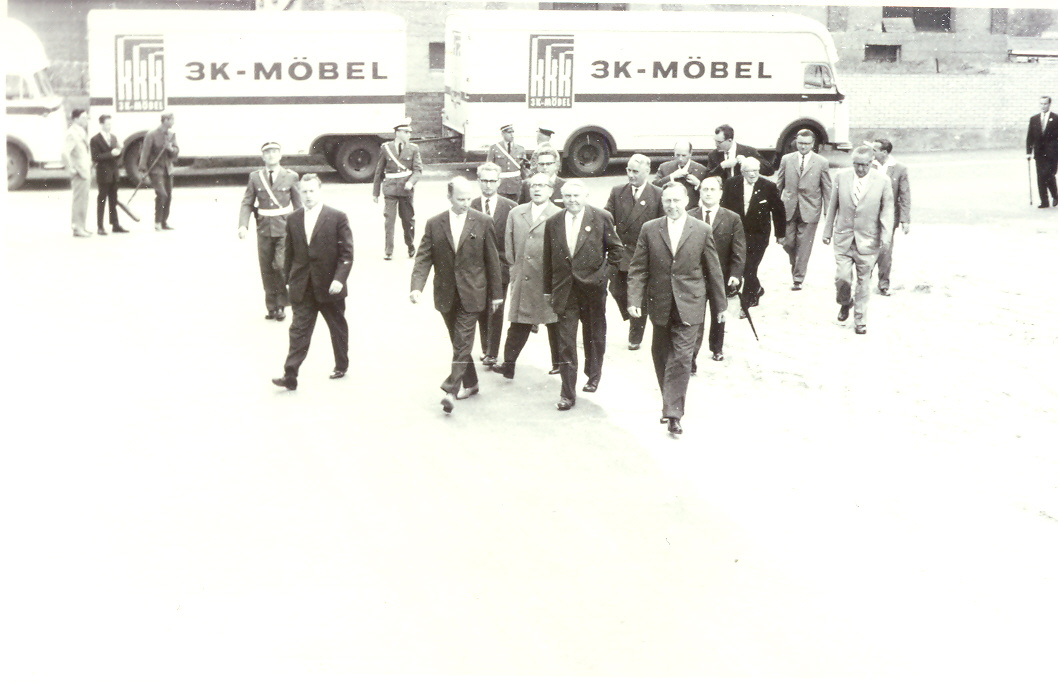
Karl Kübel (vorne rechts) und Ludwig Ehrhard (links daneben) Seit an Seit

Karl Kübel (* 6. September 1909 in Duisburg; † 10. Februar 2006 in Wald-Michelbach) war ein deutscher Unternehmer, Philanthrop und Stifter. Nach ihm sind die Karl-Kübel-Schule in Bensheim, die Karl Kübel Stiftung für Kind und Familie und die Karl-Kübel-Brücke in Worms benannt. Er war mit der Pädagogin und Stifterin Mary Anne Kübel verheiratet.

## Lebenswerk
Mit 23 Jahren gründete er in Worms einen Handel mit Möbelbeschlägen, bevor er 1936 in die Möbelproduktion einstieg. Basis hierfür war eine Auftrag zur Herstellung von 1.000 Schreibtischen, die Kübel im Laufe eines Jahres herstellen sollte. 1937 stellte er den Handel mit Schreinereibedarf ein und firmierte von nun an unter dem Firmennamen Karl Kübel Worms (KKW).
In Unterfranken gab es zu der Zeit die „jüdische Möbelfabrik Lindheim in Kahl“. Diese Fabrik, „die der jüdische Eigentümer auf Druck der Nationalsozialisten verkaufen musste“, kam auf diese Weise in den Besitz von Karl Kübel. Der machte daraus noch im selben Jahr die 3K Möbelwerke.
Hugo Lindheim konnte nach dem Verkauf seiner Fabrik zusammen mit seiner Frau Mathilde und seiner Tochter Laura nach Belgien emigrieren und ließ sich in Mechelen nieder. Dort wurde die Familie 1940 von der vorrückenden deutschen Wehrmacht überrascht und kam in das SS-Sammellager Mecheln. Am 15. Januar 1943 wurden sie von dort nach Auschwitz deportiert, wo sie ermordet wurden.
Kübel musste 1940 die Produktion auf militärische Bedürfnisse umstellen und wurde selber zum Militär eingezogen. 1941 wurde er jedoch nach Mannheim versetzt und konnte sich von dort aus wieder seiner Firma widmen. „Während des Krieges wurden den Kübel-Werken Kriegsgefangene als Arbeitskräfte zugeteilt. 1943 waren es etwa 40 russische Zwangsarbeiter. Untergebracht waren sie in einer Baracke neben dem Werksgelände, die mit Stacheldraht eingezäunt war und von Soldaten bewacht wurde.“ Nach Angaben der  Karl-Kübel-Stiftung für Kind und Familie in einer Publikation aus dem Jahr 2009 habe Kübel die Zwangsarbeiter weitaus besser versorgt als vorgeschrieben, und drei russische Zwangsarbeiter seien nach dem Krieg im Werk geblieben.
Wegen der von Kübel übernommenen Möbelfabrik Lindheim kam es nach Kriegsende noch einmal zu einer öffentlichen Auseinandersetzung. „Mit der Begründung, dass die Fabrik in Kahl unrechtmäßig und zu günstig von dem Vorbesitzer erworben wurde, forderte eine Gruppe von Mitarbeitern nach dem Zweiten Weltkrieg die Enteignung der Fabrik. Karl Kübel brachte zu dem Anhörungstermin den Bankdirektor mit, der seinerzeit bei den Verhandlungen zugegen gewesen war, sowie den notariell beglaubigten Kaufvertrag. Nach der Anhörung waren die Richter von dem rechtmäßigen Verkauf überzeugt.“ Ob dabei auch die Angemessenheit des Kaufpreises erörtert wurde, ist nicht überliefert, denn diese wurde in einem 1948 eröffneten Wiedergutmachungsverfahren von Lindheims Geschwistern, die den Holocaust überlebt hatten, in Abrede gestellt. Dieses Wiedergutmachungsverfahren endete in relativ kurzer Zeit mit einem Vergleich, durch den sich Karl Kübel verpflichtete, an Hugo Lindheims Erben den Betrag von DM 40.000,-- zu zahlen.
Nach 1945 entwickelten sich die 3K-Möbelwerke dank preisgünstiger Massenfertigung zu einem der größten Möbelhersteller Europas mit rund 3.800 Mitarbeitern. Kübel lag trotzdem „das persönliche Verhältnis zu seinen Mitarbeitern sehr am Herzen. Wo er konnte, führte er Gespräche mit ihnen oder packte selber mit an. Mit der wachsenden Größe der Belegschaft ging selbst dieser sporadische Kontakt verloren und so beschloss er 1952, seinen Mitarbeitern Partnerschaftsverträge anzubieten, durch die sie am Unternehmensgewinn beteiligt wurden. Zudem erhielten die Mitarbeiter eine betriebliche Mitbestimmung, die über den gesetzlichen Mitbestimmungsrechten lag. Dahinter stand der Gedanke, dass Kübel seine Belegschaft zum Nutzen des Unternehmens motivieren wollte und zudem wollte er damit Gemeinschaftssinn und Lebensqualität stiften. Allerdings taten sich die Führungskräfte des Unternehmens mit diesem Partnerschaftsprinzip schwer. Durch die Mitentscheidungen fürchteten sie eine zu hohe Einschränkung ihrer Möglichkeiten. Daraufhin wurden die Partnerschaftsverträge 1959 abgeschafft. Trotzdem bekamen die Mitarbeiter bei Erwirtschaftung eines Unternehmensgewinns eine Beteiligung.“
Nach dem 2. Weltkrieg begegnete Kübel Nikolaus Ehlen, dem Pionier des Selbsthilfe-Siedlungsbaus, der die Bedeutung eines familiengerechten Eigenheims für die Entwicklung von Familien betonte. Daraufhin begann Kübel 1949 den Bau von Eigenheimen zu fördern und gründete 1952  schließlich die Siedlungsbaugesellschaft das familiengerechte heim (dfh). In den folgenden Jahrzehnten baute die Gesellschaft deutschlandweit über 100 Siedlungen mit ihren typischen Siedlungshäusern.
Im Jahr 1973 verkaufte er die Möbelwerke und gründete mit dem Verkaufserlös von 37 Mio. Euro und einem Großteil seines Privatvermögens die Karl Kübel Stiftung für Kind und Familie. Die Stiftung mit Sitz im südhessischen Bensheim ist auf die Belange von Kindern und Familien ausgerichtet. Sie beschäftigt rund 150 Mitarbeiter und engagiert sich in Deutschland und Entwicklungsländern, insbesondere in Indien und auf den Philippinen.
1988 erhielt Kübel das Bundesverdienstkreuz von Richard von Weizsäcker. 1995 verlieh ihm Roman Herzog die Medaille für Verdienste um das Stiftungswesen. Im gleichen Jahr wurde die kaufmännische Schule des Landkreises Bergstraße in Bensheim in Karl Kübel Schule umbenannt. 2009 beschloss der Wormser Stadtrat, eine Straße im Stadtteil Horchheim Karl-Kübel-Straße zu nennen.
Karl Kübel wurde am 17. Februar 2006 im Wald-Michelbacher Ortsteil Kocherbach beigesetzt.

## Karl-Kübel-Brücke

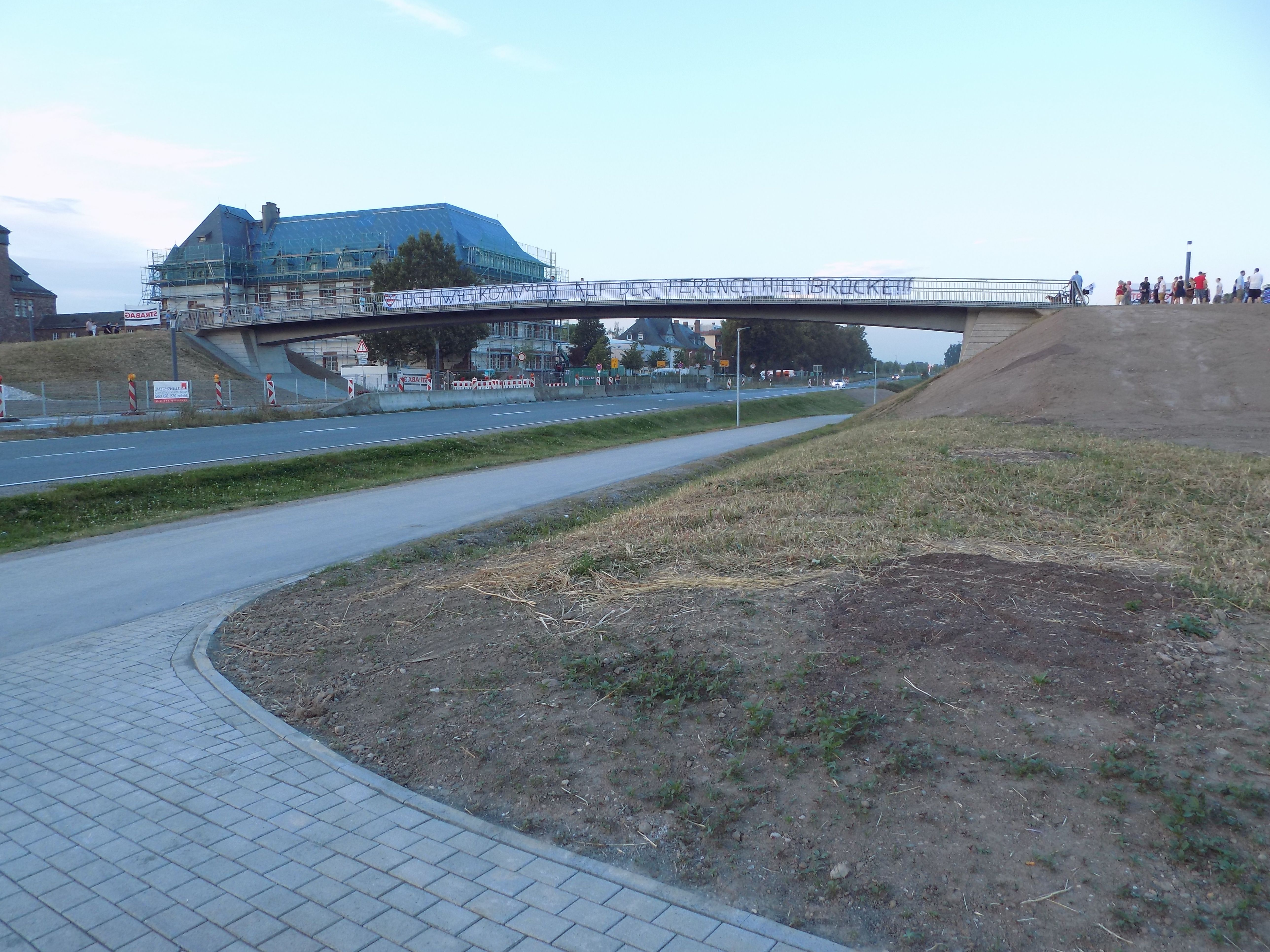
Die Karl-Kübel-Brücke in Worms

Mit einer Länge von 48 Metern und einer Breite von 6 Metern überspannt die Karl-Kübel-Brücke die Bundesstraße 9 und bietet den Fußgängern einen gefahrlosen Zugang von der Wormser Innenstadt zum Rheinufer und dem dort veranstalteten Backfischfest. Die Baukosten in Höhe von 900.000 Euro der bereits seit den 1980er Jahren geplanten Brücke trägt die Bundesrepublik Deutschland. Das Brückenbauwerk wurde am 24. August 2016 eröffnet.
Teile der Wormser Bevölkerung nennen die Brücke „Terence-Hill-Brücke“.